# کونیگسدورف
کونیگسدورف (به آلمانی: Königsdorf) یک شهر در آلمان است که در بایرن واقع شده‌است.

## خصوصیات
کونیگسدورف ۴۵٫۶۹ کیلومترمربع مساحت دارد ۶۲۵ متر بالاتر از سطح دریا واقع شده‌است.